# Gårdtjärnen (Skorpeds socken, Ångermanland, 703888-159303)
Gårdtjärnen är en sjö i Örnsköldsviks kommun i Ångermanland och ingår i Nätraåns huvudavrinningsområde. Sjöns area är 0,038 kvadratkilometer och den är belägen 301 meter över havet.